# Barnabietenkerk
Het Heiligdom van het Kind-Jezus (Frans: Sanctuaire de l'Enfant-Jésus), ook wel Barnabietenkerk (Frans: Église des Barnabites) genoemd, is een is een rooms-katholieke bidplaats uit het begin van de 20e eeuw, gebouwd in neogotische stijl. Ze is gewijd aan het Kind-Jezus en Onze-Lieve-Vrouw van Voorzienigheid en is gelegen aan de Brugmannlaan, in de Brusselse gemeente Vorst. 

## Geschiedenis
Op het einde van de 19-de eeuw was de gemeente Vorst in volle ontwikkeling. De Belgische bankier en spoorwegbestuurder Georges Brugmann was tussen 1870 en 1873 actief bezig met de urbanisatie van de «Weg van Brussel naar Sint-Job», die later naar hem genoemd werd: de Brugmannlaan.
De Barnabietenorde vestigde zich omstreeks 1895 in deze groeiende wijk. Kort na aankomst van de paters werd in juli 1896 een eerste huiskapel in gebruik genomen. Deze werd het jaar nadien vervangen door een voorlopige kapel op het terrein van de huidige kerk aan de Brugmannlaan.
Alhoewel Georges Brugmann protestant was, financierde hij zowel protestantse als katholieke kerken.
De Barnabietenorde spande zich in, om te Brussel en omstreken de devotie voor het Kind-Jezus te verspreiden. Doordat bedevaarders uit gans België de bidplaats bezochten, werd de tijdelijke kapel allengs te krap en bleek een grotere constructie noodzakelijk.
Voor de nieuwe -thans bestaande- kerk naar ontwerp van architect Leopold Pepermans, vond de eerstesteenlegging plaats op de tweede dag na Pasen: dinsdag, 25 april 1905. De wijding geschiedde anderhalf jaar later, op donderdag, 18 oktober 1906.
Ingevolg het Besluit van de Brusselse Hoofdstedelijke Regering de dato 7 maart 1996 werd de totaliteit van de kerk beschermd als monument.

## Exterieur
De integratie tussen de woningen op de Brugmannlaan heeft tot gevolg dat op de openbare weg alleen de natuurstenen voorgevel met onderbouw in arduin zichtbaar is. Het centrale deel ervan bestaat uit drie niveaus. Op het straatniveau ziet men een portiek met treden in blauwe steen. Ernaast is een zijingang met een luifel. Boven de poort bemerkt men een timpaan met basreliëf waarop een gekroond Kind-Jezus afgebeeld staat. 
Het eerste niveau, gevat tussen twee torentjes op ongelijke hoogte, wordt grotendeels ingenomen door een glas-in-loodraam, terwijl het tweede niveau, afgewerkt met een puntgevel, versierd is met drie blinde spitsboogvensters.
Links bemerkt men een  toren (zonder spits) die reikt tot de overgang van het eerste naar het tweede niveau.
In de oorspronkelijke bouwplannen was een spits voorzien, maar wellicht ingevolge geldelijke beperkingen werd deze niet opgetrokken.
In de kloostertuin, achter de kerk, groeit een merkwaardige boom (Ilex x altaclarensis) (Witte paardenkastanje). Deze werd opgenomen in de Wetenschappelijke Inventaris van het Natuurlijk Erfgoed van het Brussels Hoofdstedelijk Gewest.

## Interieur

### Schip en koor
Het interieur heeft een gotisch karakter, met uitzondering evenwel van de biechtstoelen en de kruisweg.
Het schip, overspannen door vijf traveeën, is in verhouding tot de smalle zijbeuken breed opgevat. De muren van het schip en de gewelven worden gedragen door natuurstenen pilaren, die op hun beurt verstevigd zijn met marmeren zuilen met kleinere diameter.
Het half cirkelvormige verhoogde koor wordt overwelfd door twee traveeën en eindigt in een apsis.
Zowel het schip als het koor zijn omgeven door een triforium. Bij het aanschouwen van het koor ziet men links een boog waarboven een muurschildering Antonius Maria Zaccaria voorstelt. Deze pater was de stichter van de «Orde der Geestelijken van Sint-Paulus» (Congregatio Clericorum Regularium S. Pauli), kortweg de «Orde der Barnabieten».
Aan de overkant, rechts van het koor, ziet men op gelijke hoogte een voorstelling van Sint-Paulus aan wie deze orde werd toegewijd. 
In het koor zijn zinnebeelden en Latijnse teksten op de muur aangebracht:
1. A.D. MCMV m. aprili d. XXV primarius impositus lapis, hetgeen beduidt: “Eerstesteenlegging op 25 april van het jaar des Heren 1905”;
2. A.D. MCMVI m. octobri d. XVIII solemnis habita dedicatio. Deze tekst geeft de plechtige wijding aan, op 18 oktober 1906;
3. Protege alme puer Jesu Tui templi Fundatores ..., Benefactores ..., Cooperatores ... wat betekent: “Liefdevol Kind-Jezus, bescherm de Oprichters van uw huis ..., de Weldoeners ..., de Medewerkers ...”. Op deze nomenclatuur staat onder de titel «Fundatores» (lees: Oprichters) ook Brugmann vernoemd.

### Zijbeuken
Helemaal vooraan in de linkerzijbeuk  bevindt zich het altaar van Onze-Lieve-Vrouw van Voorzienigheid. Aan de rechterkant van het koor ziet men het zijaltaar van het Kind-Jezus van Praag. Beiderzijds, en ook elders in de kerk, zijn votieftegels voorgehangen die de dankbaarheid van de gelovigen uitdrukken, voor verkregen gunsten.
De meest opvallende elementen in de zijbeuken zijn de biechtstoelen in art-deco- en de kruiswegreliëfs in expressionistische vorm. Die stijlen maakten opgang tijdens de ontstaansperiode van deze kerk.

### Doksaal en orgel
De ondersteuning van het doksaal (achteraan, met twee verdiepingen) wijkt -zeer opmerkelijk- af van de elders in de kerk gebruikte draagstructuur. Het doksaal rust met name niet op pilaren, maar op neogotische donkerkleurige metalen stutbalken.
Het op dit doksaal gebouwde modern tribune-orgel in neoclassicistische stijl werd anno 1908 ontworpen door Maurice Delmotte (°1885, † 1961)  uit Doornik.

### Glas-in-loodramen

#### Zijbeuken
De glasramen in de zijbeuken stellen centraal een bloemmotief voor, met aan de vensterrand een boord van fantasiebladeren.

#### Koor
Grotere glasramen sieren het koor.
Daar bemerkt men in de bovenste vensters hoofdzakelijk voorstellingen van Christus in evangelietaferelen. 
In de spitsboogvensters eronder ziet men afbeeldingen van heiligen en barnabieten, zo onder meer:
- Franciscus Xaverius Bianchi (°2 december 1743, † 31 januari 1815) (pater, barnabiet);
- Alexander Sauli (°15 februari 1534,  † 11 oktober 1592) (bisschop, barnabiet);
- apostel Paulus;
- apostel Petrus;
- Antonius Maria Zaccaria (° december 1502, † 5 juli 1539) (barnabiet, stichter van de Barnabietenorde);
- Carolus Borromeüs (°2 oktober 1538, † 4 november 1584);
- Franciscus Salesius (°21 augustus 1567, † 28 december 1622).

#### Schip
De grootste glasramen treft men aan in het schip. Deze verbeelden -op enkele na- elementen uit de kinderjaren van Christus:
- verdrijving uit het Aards Paradijs;
- de blijde aankondiging;
- de geboorte van Christus;
- aanbidding door de drie wijzen;
- de vlucht naar Egypte;
- het offer in de tempel;
- de Heilige Familie;
- Jezus onderricht de schriftgeleerden;
- de blijde intocht in Jeruzalem;
- de verrijzenis.

Ze zijn het oeuvre van de Schaarbeekse glazenier Florent-Prosper Colpaert (°1886 †1940) en werden gemaakt naar de kartons van de Gentse schilder Bruno René De Cramer (° Aalter 1876, † Gent 1951).